# Алеманн, Беда
Беда Алеманн (нем. Beda Allemann; 3 апреля 1926, Ольтен — 19 августа 1991, Бонн) — швейцарский литературный критик, историк литературы, эссеист.

## Биография
Закончил Цюрихский университет (1955). Преподавал в Берлинском Свободном университете, в Лейденском университете, затем — в Эколь Нормаль параллельно с Целаном, с которым познакомился и подружился. Позже преподавал в Киле, Вюрцбурге и, с 1967 до конца жизни, в Бонне.

## Круг интересов
Его труды, отмеченные влиянием Хайдеггера, посвящены Гёльдерлину, Клейсту, Ницше, Рильке, Кафке, Гессе, Целану.

## Труды
- Hölderlin und Heidegger (1954)
- Hölderlins Friedensfeier (1955)
- Ironie und Dichtung (1956)
- Über das Dichterische (1957)
- Zeit und Figur beim späten Rilke: Ein Beitrag zur Poetik des modernen Gedichtes (1961)
- Gottfried Benn. Das Problem der Geschichte (1963)
- Nietzsches Poetologie/ K. Naderer, ed. (1993)
- Zeit und Geschichte im Werk Kafkas/ D. Kaiser, N. Lohse, eds. (1998)
- Heinrich von Kleist: Ein dramaturgisches Modell/ E. Oehlenschläger, ed. (2005)